# Афанасово (Лотошинский район)
Афанасово — деревня в Лотошинском районе Московской области России.
Относится к сельскому поселению Микулинское, до реформы 2006 года относилась к Введенскому сельскому округу. По данным Всероссийской переписи 2010 года численность постоянного населения составила 106 человек (56 мужчин, 50 женщин).

## География
Расположена в юго-западной части сельского поселения, примерно в 12 км к северо-западу от районного центра — посёлка городского типа Лотошино, недалеко от границы Московской и Тверской областей. Соседние населённые пункты — деревни Татьянки, Петровское, Могильцы.

## Исторические сведения
На карте Тверской губернии 1850 года Менде и специальной карте Европейской России 1871 года Стрельбицкого — Афонасово.
По сведениям 1859 года — село Афонасовского прихода Кобелевской волости Старицкого уезда Тверской губернии в 40 верстах от уездного города, на возвышенном месте, с 14 дворами, 4 колодцами и 136 жителями (68 мужчин, 68 женщин).
В «Списке населённых мест» 1862 года — владельческое село 2-го стана Старицкого уезда по Волоколамскому и Гжатскому трактам от города Старицы, при пруде, с 14 дворами, 161 жителем (81 мужчина, 80 женщин) и православной церковью.
В 1886 году — 25 дворов и 160 жителей (72 мужчины, 88 женщин). В 1915 году насчитывалось 40 дворов.
С 1929 года — населённый пункт в составе Лотошинского района Московской области.
В середине XX века в селе была сломана деревянная церковь с приделом во имя святителя Николая. На её месте установлен памятный крест.

## Население
| 1859 | 1886 | 2002 | 2006 | 2010 |
| ---- | ---- | ---- | ---- | ---- |
| 161  | ↘160 | ↘100 | ↗102 | ↗106 |